# Beylongue
 Beylongue es una comuna francesa situada en el departamento de Landas, en la región de Nueva Aquitania.

## Demografía
| 504 | 393 | 372 | 317 | 305 | 300 | 358 |
| Para los censos de 1962 a 1999 la población legal corresponde a la población sin duplicidades (Fuente: INSEE [Consultar]) |     |     |     |     |     |     |